# 센스 Q1 울트라
센스 Q1 울트라(Sens Q1 Ultra)는 삼성전자가 2007년 4월 19일에 공개하고, 2007년 6월 13일에 출시한 울트라 모바일 PC이다.